# Cnidium bhutanicum
Cnidium bhutanicum là một loài thực vật có hoa trong họ Hoa tán. Loài này được M.F.Watson mô tả khoa học đầu tiên năm 1998.